# 斯托納姆 (科羅拉多州)
斯托納姆（英語：Stoneham）是位於美國科羅拉多州韋爾德縣的一個非建制地區。該地的面積和人口皆未知。

## 地理
斯托納姆的座標為40°36′17″N 103°39′56″W / 40.60472°N 103.66556°W，而該地的平均海拔高度為1397米（即4583英尺）。